# Meconopsis smithiana
Meconopsis smithiana là một loài thực vật có hoa trong họ Anh túc. Loài này được (Hand.-Mazz.) G. Taylor ex Hand.-Mazz. mô tả khoa học đầu tiên năm 1931.